# Lîpleanșciîna, Narodîci
Lîpleanșciîna (în ucraineană Липлянщина) este un sat în comuna Veazivka din raionul Narodîci, regiunea Jîtomîr, Ucraina.

## Demografie
Componența lingvistică a localității Lîpleanșciîna
     Ucraineană (98,73%)
     Rusă (1,27%)
Conform recensământului din 2001, majoritatea populației localității Lîpleanșciîna era vorbitoare de ucraineană (98,73%), existând în minoritate și vorbitori de rusă (1,27%).